# الفلبينيون في السعودية
 الفلبينيون في المملكة العربية السعودية هم مهاجرون أو أبناء الفلبين الذين يعيشون في المملكة العربية السعودية. المملكة العربية السعودية هي أكبر دولة في العالم التي تستقبل العمال الفلبينيين. وتضم السعودية أكبر عدد من الفلبينيين في منطقة الشرق الأوسط. الفلبينيون يشكلون رابع أكبر مجموعة من الأجانب في المملكة العربية السعودية. تعتبر السعودية ثاني أكبر مصدر للتحويلات إلى الفلبين.

## تاريخ الهجرة
وصل الفلبينيون لأول مرة إلى المملكة العربية السعودية في عام 1973، عندما هاجرت مجموعة من المهندسين الفلبينيين إلى البلاد،  واليوم تنجز السفارة السعودية في الفلبين بين 800 و900 وظيفة للفلبينيين يوميًا،  وفي عام 2008 تلقّت المملكة العربية السعودية 300 ألف طلب عمل للفلبينيين،  وفي وقت لاحق في المرة الأولى التي عينت فيها فنيين طبيين فلبينيين أعلنت المملكة العربية السعودية عن نيتها لتوظيف 6000 فلبيني كأطباء وممرضات بين عامي 2009 و2011.
وبالإضافة إلى المهنيين الطبيين يعمل الفلبينيون كعمال سيارات،  وعمال بناء،  ومهندسين، وكذلك في مجالات تحلية المياه، وإنتاج البترول ومعالجته، والاتصالات، والنقل.

## قضايا العمل
يتم جذب بعض الفلبينيين ونقلهم إلى المملكة العربية السعودية بطريقة غير قانونية حيث يتم تركهم عالقين دون عمل،  وبين يناير وأغسطس 2008 طلب حوالي 800 شخص في جميع أنحاء البلاد المساعدة للهجرة، وتم ترحيل 922 آخرين إلى الفلبين في الأشهر الثلاثة الأولى من عام 2008 بعد تجاوز متطلبات التأشيرة،  وفي مرحلة ما من أوائل عام 2008 كان 103 فلبيني تقطعت بهم السبل في جدة يعيشون في معسكر خيمة تحت جسر قبل أن تتم معالجة أوضاعهم وترحيلهم.

## التعليم
اعتبارًا من فبراير 2006 يوجد حوالي 75٪ من المدارس الفلبينية الدولية التي تمثلها اللجنة الفلبينية لما وراء البحار (CFO) في المملكة العربية السعودية، حيث كانت المدارس الفلبينية المملوكة للمجتمع بما في ذلك المدرسة الفلبينية الدولية في الخبر (IPSA) ، والمدرسة الفلبينية الدولية في جدة (IPSJ) ، والمدرسة الفلبينية الدولية في الرياض (IPSR) ، بحلول عام 2006 تحت إدارة مجالس المدارس المستقلة ولكن تمت إدارتها في البداية من البعثات الدبلوماسية نفسها. اعتبارًا من عام 2006 تضم الرياض 13 مدرسة فلبينية خاصة وجدة 5 مدارس فلبينية خاصة.

## الترفيه والرياضة
نظم المجتمع الفلبيني (المسلم) أوقات استجمام وأحيانًا بطولات للقاء الأصدقاء والأقارب والزملاء الفلبينيين.

قائمة الرياضات: 
- كرة السلة
- كرة المضرب
- تنس الريشة
- كرة الطائرة
- Dart

## مشاهير
- رامييل مالوباي [14][15]
- مارغريت ناليس ويلسون